# Écorches
Écorches (precedentemente Les Ligneries) è un comune francese di 103 abitanti situato nel dipartimento dell'Orne nella regione della Normandia.
Fu eretto in comune autonomo durante la rivoluzione francese ed è noto per essere il luogo di origine di Charlotte Corday, che assassinò il rivoluzionario Jean-Paul Marat nel 1793.

## Società

### Evoluzione demografica
Abitanti censiti